# Prästen i paradiset
Prästen i paradiset är en svensk komedifilm i regi av Kjell Sundvall. Filmen hade premiär den 3 juli 2015. I rollen som prästen Krister Hellstrand ses Kjell Bergqvist. Filmen nominerades till "Årets långfilmskomedi" på Humorgalan 2016.

## Handling
Kjell Bergqvist spelar en präst i Thailand som ska etablera en svensk kyrka som ska vara färdigställd innan den svenska statsministern väntas på besök. Den kvinnliga huvudrollen, en svensk präst som skickas dit för att kontrollera att allt fortlöper som planerat, spelas av Eva Röse.

## Rollista
- Agnes Kittelsen – Line
- Richard Ulfsäter	– Hannes
- Eva Röse – Carro
- Kjell Bergqvist – Krister Hellstrand
- Atle Antonsen – Espen
- Björn Bengtsson	 – DJ Hawk
- Stig Engström – brudens far
- Peter Schildt – hotellföreståndare
- Annika Nordin – statsministern
- Evalena Ljung-Kjellberg	– Susanne
- Åsa-Lena Hjelm	– Marianne
- Ulf Peder Johansson – Bengt
- Anders Lönnbro – äldre man i baren
- Erik Lundin – Säpomannen

## Produktion
Filmen spelades in i Phuket i Thailand med start i mitten av oktober 2014. Filmen producerades av Håkan Hammarén för Fundament Film AB, som tidigare gjort bland annat 30 grader i februari, även den filmad i Thailand. Filmen samproducerades av Collector AB, TV4 och Film i Väst och fick automatstöd av Stiftelsen Svenska Filminstitutet. Projektet finansierades delvis via så kallad crowdfunding där Collectors sparkunder och allmänheten erbjöds investera i filmen. Collector höll i administrationen av detta och minimibeloppet att investera var 1 000 svenska kronor, vilket gav 0,005 procent av filmrättigheterna och motsvarande andel av projektets eventuella vinst samt en biobiljett. En investering på minst 50 000 ger tillträde till galapremiären samt att investerarens namn nämns i eftertexterna. Det var första gången i Sverige som allmänheten erbjöds vara medfinansiärer via crowdfunding.
Prästen i paradiset regisserades av Kjell Sundvall. Sundvall och huvudrollsinnehavaren Kjell Bergqvist hade drygt 30 år tidigare samarbetat i Sundvalls Lyckans ost. Manuset till Prästen i paradiset skrevs av Niclas Ekström. Filmen fotades av Mats Olofson och klipptes av Håkan Karlsson.
Rollen som kvinnlig präst var först tänkt för Josephine Bornebusch.